# KylieFever2002: Live in Manchester
KylieFever2002: Live in Manchester este un DVD filmat la un concert din Manchester pe 4 mai 2002 de la turneu de concerte de Kylie Minogue KylieFever2002. DVD-ul conține concertul complet de două ore, un documentar în spatele scenei de 30 minute, proiecții de cântece "Cowboy Style", "Light Years" / "I Feel Love", "I Should Be So Lucky", "Burning Up" și o galerie foto.

## Lista de cântece
DVD
1. "Come into My World"
2. "Shocked"
3. "Love at First Sight"
4. "Fever"
5. "Spinning Around"
6. "The Crying Game Medley"
7. "GBI: German Bold Italic"
8. "Confide in Me"
9. "Cowboy Style"
10. "Kids"
11. "On a Night Like This"
12. "The Loco-Motion"
13. "In Your Eyes"
14. "Limbo"
15. "Light Years"/"I Feel Love"
16. "I Should Be So Lucky"/"Dreams"
17. "Burning Up"
18. "Better the Devil You Know"
19. "Can't Get You Out of My Head"

Bonus CD
1. "Come into My World"
2. "Shocked"
3. "Love at First Sight"
4. "Fever"
5. "Spinning Around"
6. "The Crying Game Medley"
7. "Confide in Me"
8. "Cowboy Style"
9. "Kids"
10. "On a Night Like This"
11. "The Loco-Motion"
12. "In Your Eyes"
13. "Better the Devil You Know"
14. "Can't Get You Out of My Head"